# آصف رزم‌دیده
آصف رزم‌دیده (۱۳۱۷ – ۱۳۶۷) فعال سیاسی کمونیست، سندیکالیست و زندانی سیاسی اهل ایران بود. او در جریان اعدام دسته‌جمعی زندانیان عقیدتی سیاسی ایران در تابستان ۱۳۶۷ توسط نظام جمهوری اسلامی اعدام شد.

## فعالیت‌ها و دستگیری
آصف رزم‌دیده از سال ۱۳۵۸ به عنوان دبیرکل کمیته مشورتی ایجاد اتحادیه عمومی کارگران ایران، و عضو کمیته مرکزی حزب توده ایرانفعالیت می‌کرد.
در سال ۱۳۴۵، آصف رزم‌دیده به همراه چند تن از اعضای حزب توده  دستگیر و به اعدام محکوم شد؛ اما به دنبال مخالفت بین المللی احزاب کمونیست، این حکم به حبس ابد کاهش یافت. او تا سال ۱۳۵۷ در زندان ماند و مدت کوتاهی پس از انقلاب ۱۳۵۷ ، به نمایندگی از حزب توده برای کسب کرسی قانون اساسی از حوزه تهران کاندیدای مجلس خبرگان شد. 

## اعدام
آصف رزم‌دیده در بهمن ۱۳۶۱ توسط حکومت جمهوری اسلامی دستگیر و در زندان اوین زندانی شد. در نهایت، جمهوری اسلامی او را در جریان اعدام دسته‌جمعی زندانیان عقیدتی سیاسی ایران در تابستان ۱۳۶۷ اعدام کرد. 